# غريغوري الثالث
البابا القديس غريغوري الثالث (باللاتينية: Gregorius III) ـ (ولد في منطقة تابعة للإمبراطورية البيزنطية تقع اليوم في سوريا، ولا يُعرف تاريخ ولادته على وجه التحديد، وتوفي في 28 نوفمبر 741) هو بابا الكنيسة الكاثوليكية في الفترة من 11 فبراير 731 إلى 28 نوفمبر 741. ولم يأتِ للكنيسة الكاثوليكية لإثنى عشر قرنًا أي بابا غير أوروبي بعد غريغوري الثالث حتى انتُخب عام 2013 بابا من أمريكا اللاتينية هو فرنسيس الأول.